# Wálter Samuel
Wálter Adrián Samuel (Laborde, 23 de marzo de 1978) es un exfutbolista argentino y actual miembro del cuerpo técnico de Lionel Scaloni en la selección argentina. En su rol de jugador se desempeñaba como defensor.
Vivió su infancia en Firmat, comenzando su carrera deportiva en las inferiores de Argentino De Firmat hasta el año 1993 donde se desempeñaba como punta izquierdo. Luego continuaría en Newell's Old Boys, donde se desempeñó como defensor central y posteriormente en Boca Juniors, donde haría historia, conquistando 3 títulos (entre ellos, una Copa Libertadores). Su último club fue FC Basel de la Super Liga Suiza, tras haber realizado una extensa carrera en Europa, vistiendo las camisetas de Inter de Milán, Real Madrid y AS Roma. Actualmente, es el jugador argentino con mayor cantidad de torneos de liga italianos (conocidos como scudetto) ganados, un total de seis entre el 2001 y el 2010. Fue designado por la AFA en agosto de 2018 como ayudante de campo y entrenador asistente de Lionel Scaloni para dirigir a la selección de fútbol de Argentina.

## Trayectoria

### Newell's Old Boys
Su debut como profesional lo llevó a cabo bajo la dirección técnica de Mario Zanabria en el Club Atlético Newell's Old Boys el día 16 de junio de 1996, (Banfield 1 - Newell's 1) bajo el nombre de Walter Luján.

### Boca Juniors
Un año más tarde fue transferido al Club Atlético Boca Juniors, en reemplazo del defensor Nestor Fabbri. Allí anotó su primer gol en Primera división argentina, el 4 de octubre de 1998 (Boca Juniors 3 - Platense 0) a los 17' del segundo tiempo. Permaneció en el Xeneize hasta el 2000, año en el que se consagró campeón de la Copa Libertadores de América; certamen en el cual convirtió un agónico gol en semifinales versus América de México. A fin de temporada partió hacia Italia, más precisamente hacia el AS Roma. 
En el club de La Boca, consiguió un total de 3 títulos (Apertura 1998, Clausura 1999 y Libertadores 2000), mostrando un altísimo nivel y formando una histórica dupla de centrales junto al defensor colombiano Jorge Bermúdez. 

### Jugando en Europa
Ese año, AS Roma lo fichó por €19,8m. Allí obtuvo su sobrenombre, Il Muro (el muro), y se ganó la reputación de ser uno de los mejores defensores de la Liga Italiana, por lo que atrajo el interés del Real Madrid, que pagó 25 millones de euros por su transferencia en el año 2004. Su llegada parecía cubrir las carencias defensivas del club blanco tras la marcha de Fernando Hierro. Considerado uno de los mejores defensas del mundo, nunca llegó a adaptarse a la Liga Española. Pero Samuel pasó un mal tiempo en esa temporada, y en agosto de 2005 volvió a la Liga Italiana, recalando en el Inter de Milán por 16 millones de euros.
Fue en el Inter de Milán donde logró los mayores éxitos deportivos de su carrera, siendo ídolo indiscutido de los hinchas por su tenacidad y entrega en el campo. Su aporte fue indiscutible para los 5 títulos consecutivos de Serie A logrados por el Inter de Milán entre los años 2006 y 2010, siendo una figura clave para la conquista del triplete de los "nerazzurri" en la temporada 2009/2010 con sus goles clave en UEFA Champions League ante el Dinamo Kiev y en Serie A ante el AC Siena. Racha ganadora culminada con la consagración del equipo Milanés en el Mundial de Clubes 2010.
En su paso por el Inter de Milán, sufrió una rotura de ligamentos en la rodilla izquierda, la cual lo tuvo alejado de las canchas por gran parte de 2008. Tras mantenerse en buen nivel desde entonces, el 7 de noviembre de 2010 se resintió otra vez, sufriendo la rotura de los ligamentos cruzado anterior y colateral externo de la rodilla derecha.
El 7 de octubre de 2012 en el derbi de la ciudad de Milán, Samuel anotó un gol de cabeza y le dio la victoria al Inter por 1-0.
El 23 de julio de 2014 es presentado en su nuevo equipo, el FC Basel 1893, firmando un contrato por un año. En el partido contra Porto de Portugal se convirtió en el quinto argentino con más partidos en la Champions League con 74 partidos, detrás de Javier Zanetti (105) , Lionel Messi (93), Esteban Cambiasso (80) y Javier Mascherano (74).

### Retiro
El 25 de mayo de 2016, Samuel le pone fin a su carrera futbolística tras conquistar el título de la Liga de Suiza.

## Selección nacional
Disputó 55 encuentros para la Selección de fútbol de Argentina, anotando 5 goles. Realizó su debut en la selección adulta el 3 de febrero de 1999 siendo titular en el primer encuentro de Marcelo Bielsa al mando de Argentina frente a Venezuela en Maracaibo, anotando el primer gol de la victoria por 2-0. Ese mismo año fue incluido en el plantel que disputó la Copa América 1999 realizada en Paraguay siendo titular indiscutido tras disputar los 4 partidos que disputó la selección. Tras clasificar ubicados en el segundo lugar del Grupo C detrás de Colombia, en cuartos de final debieron enfrentar a Brasil, partido que terminó con una derrota por 2-1 frente a los que posteriormente se consagrarían campeones del torneo.
Tras la pronta eliminación en la Copa América, Samuel siguió como titular en la zaga argentina de cara a las Eliminatorias al Mundial de Corea del Sur y Japón 2002. Anotó su primer gol en las Eliminatorias el 28 de marzo de 2001 en la goleada por 5-0 sobre Venezuela. Su segundo gol en las Eliminatorias lo anotó el 8 de noviembre en el penúltimo encuentro frente a Perú donde consiguieron imponerse por 2-0. Samuel disputó 17 partidos y anotó 2 goles en las Eliminatorias donde Argentina se clasificó sin dificultades al Mundial tras culminar en el primer lugar con 43 puntos.
En mayo, Samuel fue incluido en la nómina de 23 jugadores que disputarían la Copa Mundial de Fútbol de 2002 a realizarse en Corea del Sur y Japón. Fue titular indiscutido en la defensa argentina disputando los tres partidos de la fase de grupos ante Nigeria, Inglaterra y Suecia como parte del denominado grupo de la muerte de aquel certamen. Argentina terminó inesperadamente eliminada del torneo en fase de grupos, tras completar 4 puntos quedando ubicados en el tercer lugar del Grupo F a solo uno de Inglaterra y Suecia, que clasificaron empatados con 5 unidades.
Tras la decepción ocurrida en el Mundial, Marcelo Bielsa fue ratificado a cargo de la selección de Argentina para las Eliminatorias al Mundial de Alemania 2006, donde Samuel nuevamente inició de titular en la defensa. En junio de 2004 originalmente iba a ser parte del plantel que disputaría la Copa América en Perú, pero fue liberado de la convocatoria para poder cerrar los detalles de su transferencia al Real Madrid.
Fue parte de los planteles que disputaron los Mundiales de Corea del Sur y Japón 2002 y Sudáfrica 2010.
Diego Maradona, exdirector técnico de la Selección Nacional Argentina, lo convocó a la Copa Mundial de Fútbol de 2010 pese a que no disputó un solo minuto en las Eliminatorias Sudamericanas. Participó en dos partidos, el primero contra Nigeria y el segundo contra Corea del Sur, debiendo retirarse luego por una leve lesión. Pese a estar recuperado para el partido disputado contra Alemania en los cuartos de final, no formó parte del equipo que fue eliminado del Mundial.
Partidos jugados: 55
Goles: 4
Años: 1999 - 2010.

### Participaciones en Copas del Mundo
| Mundial           | Sede                  | Resultado        | Partidos | Goles |
| ----------------- | --------------------- | ---------------- | -------- | ----- |
| Copa Mundial 2002 | Corea del Sur y Japón | Primera fase     | 3        | 0     |
| Copa Mundial 2010 | Sudáfrica             | Cuartos de final | 2        | 0     |

### Participaciones en Copa América
| Copa              | Sede     | Resultado        |
| ----------------- | -------- | ---------------- |
| Copa América 1999 | Paraguay | Cuartos de final |

### Participaciones en Copas Confederaciones
En el 2005 Argentina volvió a disputar este torneo después de 10 años , en lo que había salido campeón y subcampeón respectivamente. En esta copa realizada en Alemania salió subcampeón, perdiendo en la final contra Brasil, igual que en la Copa América del año anterior.
| Copa                           | Sede     | Resultado  |
| ------------------------------ | -------- | ---------- |
| Copa FIFA Confederaciones 2005 | Alemania | Subcampeón |

### Selección Sub-20
Con la selección juvenil participó del mundial sub-20 realizado en Malasia en 1997, donde Argentina se volvía a consagrar campeón del mundo en esa categoría, por tercera vez en su historia.

### Participaciones en Copas del Mundo juvenil
| Mundial                                | Sede    | Resultado |
| -------------------------------------- | ------- | --------- |
| Copa Mundial de Fútbol Juvenil de 1997 | Malasia | Campeón   |

### Selección Olímpica
Participó del Torneo Preolímpico Sudamericano de 2000, clasificatorio para los Juegos Olímpicos de Sídney pero Argentina no logró clasificar. También fue incluido en la nómina preliminar de 30 jugadores que podían disputar los Juegos Olímpicos de Atenas 2004 (podía ser incluido como uno de los 3 jugadores mayores de 23 años), pero finalmente no fue incluido en el plantel de 18 jugadores que logró la medalla de oro.

#### Selección mayor
| Selección | Año | Amistosos | Amistosos | Eliminatorias | Eliminatorias | Confederaciones | Confederaciones | Copa América | Copa América | Copa Mundial | Copa Mundial | Total | Total |
| Selección | Año | Part.     | Goles     | Part.         | Goles         | Part.           | Goles           | Part.        | Goles        | Part.        | Goles        | Part. | Goles |
| --------- | --- | --------- | --------- | ------------- | ------------- | --------------- | --------------- | ------------ | ------------ | ------------ | ------------ | ----- | ----- |
| Argentina |     |           |           |               |               |                 |                 |              |              |              |              |       |       |
| 1999      | 6   | 1         | -         | -             | -             | -               | 4               | 0            | -            | -            | 10           | 1     |       |
| 2000      | 0   | 0         | 10        | 0             | -             | -               | -               | -            | -            | -            | 10           | 0     |       |
| 2001      | 1   | 0         | 7         | 2             | -             | -               | -               | -            | -            | -            | 8            | 2     |       |
| 2002      | 3   | 0         | -         | -             | -             | -               | -               | -            | 3            | 0            | 6            | 0     |       |
| 2003      | 2   | 1         | 3         | 0             | -             | -               | -               | -            | -            | -            | 5            | 1     |       |
| 2004      | 2   | 0         | 4         | 0             | -             | -               | -               | -            | -            | -            | 6            | 0     |       |
| 2005      | 2   | 1         | 2         | 0             | 2             | 0               | -               | -            | -            | -            | 6            | 1     |       |
| 2006      | 2   | 0         | -         | -             | -             | -               | -               | -            | -            | -            | 2            | 0     |       |
| 2010      | 1   | 0         | -         | -             | -             | -               | -               | -            | 2            | 0            | 3            | 0     |       |
| Total     | 19  | 3         | 26        | 2             | 2             | 0               | 4               | 0            | 5            | 0            | 56           | 5     |       |

## Como entrenador

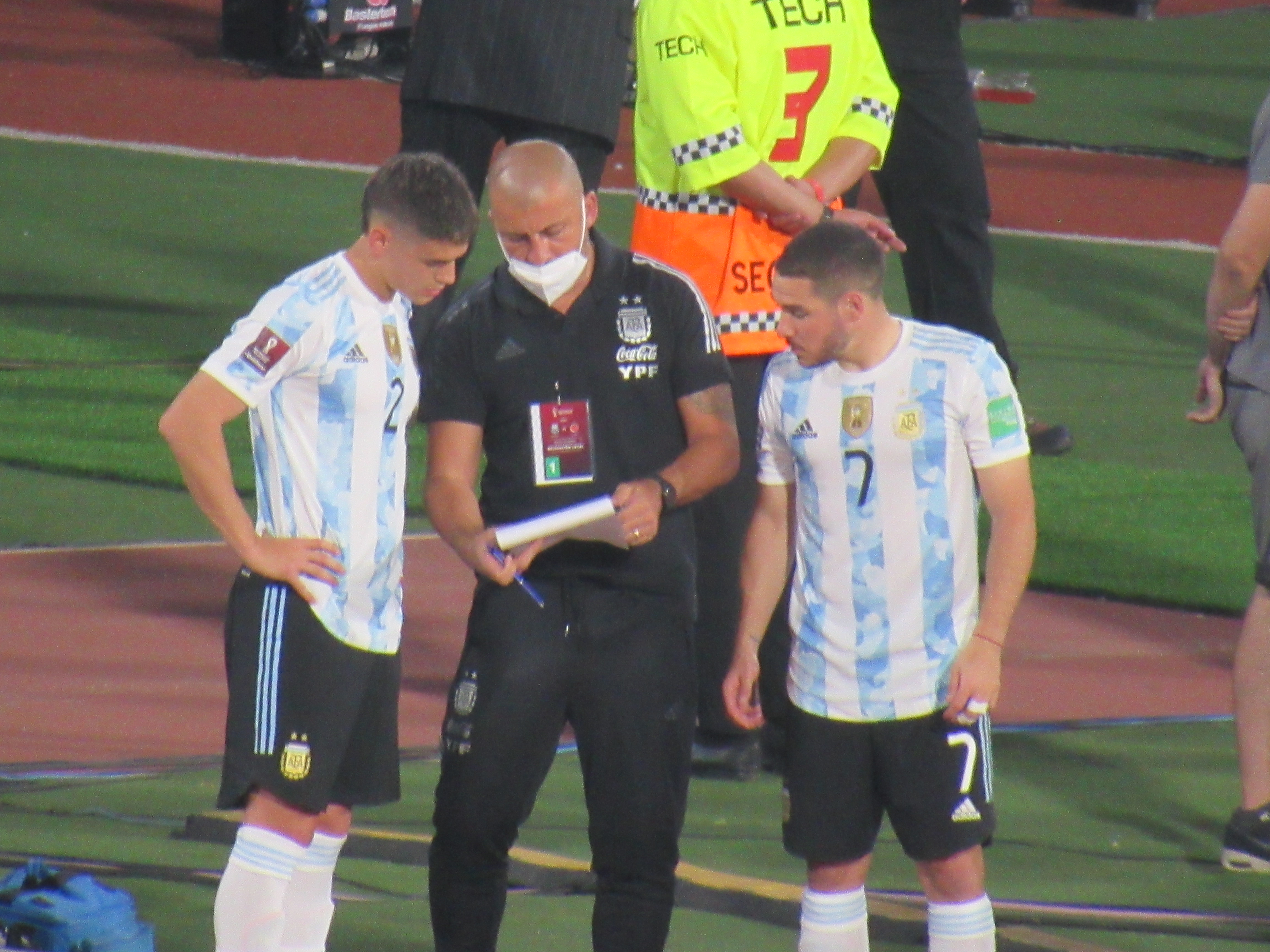
Samuel dando indicaciones a Martínez Quarta y Buendía, siendo asistente técnico de la Selección Argentina

En mayo de 2016, tras consagrarse campeón del torneo, dejó el FC Basel y se retiró del fútbol profesional luego de una exitosa carrera deportiva. 
Pasó a la tarea de colaborador de Stefano Pioli y Stefano Vecchi en el Inter de Milán, en 2016/ 2017. Fue luego ayudante del ítalo-suizo Pierlugi Tami en el FC Lugano, club que milita en la Super Liga helvética.
En agosto de 2018, la AFA confirmó a Walter Samuel como nuevo colaborador de Lionel Scaloni, su excompañero, de cara a los amistosos del 7 de septiembre con Guatemala en Los Ángeles; y el 11 de septiembre con Colombia en East Rutherford (Nueva Jersey).
Al darse el positivo por COVID-19 de Lionel Scaloni, Director Técnico de la Selección Argentina, Walter Samuel fue el que dirigió a la Selección Argentina en el partido contra la Selección de fútbol de Chile el día 27 de enero de 2022 por doble fecha de eliminatorias.
En 2022 fue parte del cuerpo técnico que logró en Catar el tercer título mundial para la selección argentina.

### Resumen estadístico como asistente
Actualizado hasta el  10 de julio de 2021.
| Equipo              | País      | Desde                | Hasta               | Historial | Historial | Historial | Historial | Historial | Historial | Historial | Historial |
| Equipo              | País      | Desde                | Hasta               | PJ        | PG        | PE        | PP        | GF        | GC        | Dif.      | Efect.    |
| ------------------- | --------- | -------------------- | ------------------- | --------- | --------- | --------- | --------- | --------- | --------- | --------- | --------- |
| Selección Sub-20    | Argentina | 9 de julio de 2018   | 9 de agosto de 2018 | 6         | 4         | 1         | 1         | 11        | 3         | +8        | 72.23%    |
| Selección Argentina | Argentina | 10 de agosto de 2018 | Actualidad          | 34        | 20        | 10        | 4         | 61        | 24        | +37       | 68.62%    |
| Total               | Total     | Total                | Total               | 40        | 24        | 11        | 5         | 72        | 27        | +45       | 69.17%    |

#### Títulos como asistente
| Título                          | Equipo                 | Sede           | Año  |
| ------------------------------- | ---------------------- | -------------- | ---- |
| Copa América                    | Selección de Argentina | Brasil         | 2021 |
| Copa de Campeones Conmebol-UEFA | Selección de Argentina | Inglaterra     | 2022 |
| Copa Mundial de Futbol          | Selección de Argentina | Catar          | 2022 |
| Copa América                    | Selección de Argentina | Estados Unidos | 2024 |

## Estadísticas

### Clubes
| Newell's Old Boys Argentina | 1995-96             | 5   | 0  | -  | - | -   | - | 5   | 0  |
| Newell's Old Boys Argentina | 1996-97             | 35  | 0  | -  | - | -   | - | 35  | 0  |
| Newell's Old Boys Argentina | 1997                | 2   | 0  | -  | - | -   | - | 2   | 0  |
| Newell's Old Boys Argentina | Total               | 42  | 0  | -  | - | -   | - | 42  | 0  |
| C.A. Boca Juniors Argentina | 1998-99             | 34  | 2  | -  | - | 7   | 0 | 41  | 2  |
| C.A. Boca Juniors Argentina | 1999-00             | 31  | 2  | -  | - | 19  | 1 | 50  | 3  |
| C.A. Boca Juniors Argentina | Total               | 77  | 4  | -  | - | 26  | 1 | 91  | 5  |
| AS Roma · Italia | 2000-01             | 31  | 1  | 2  | 0 | 8   | 2 | 41  | 3  |
| AS Roma · Italia | 2001-02             | 30  | 5  | 3  | 0 | 12  | 0 | 45  | 5  |
| AS Roma · Italia | 2002-03             | 31  | 2  | 6  | 0 | 10  | 0 | 47  | 2  |
| AS Roma · Italia | 2003-04             | 30  | 1  | 2  | 0 | 8   | 0 | 40  | 1  |
| | Total               | 122 | 9  | 13 | 0 | 38  | 2 | 173 | 11 |
| Real Madrid CF · España | 2004-05             | 30  | 2  | -  | - | 8   | 0 | 38  | 2  |
| Real Madrid CF · España | Total               | 30  | 2  | -  | - | 8   | 0 | 38  | 2  |
| Inter de Milán · Italia | 2005-06             | 27  | 2  | 6  | 0 | 9   | 0 | 42  | 2  |
| Inter de Milán · Italia | 2006-07             | 18  | 3  | 6  | 0 | 3   | 0 | 27  | 3  |
| Inter de Milán · Italia | 2007-08             | 12  | 0  | 1  | 0 | 5   | 1 | 18  | 1  |
| Inter de Milán · Italia | 2008-09             | 17  | 1  | 2  | 0 | 1   | 0 | 20  | 1  |
| Inter de Milán · Italia | 2009-10             | 28  | 3  | 1  | 0 | 13  | 1 | 42  | 4  |
| Inter de Milán · Italia | 2010-11             | 10  | 0  | 1  | 0 | 4   | 0 | 15  | 0  |
| Inter de Milán · Italia | 2011-12             | 27  | 2  | 2  | 0 | 6   | 1 | 35  | 3  |
| Inter de Milán · Italia | 2012-13             | 16  | 1  | 1  | 0 | 5   | 0 | 22  | 1  |
| Inter de Milán · Italia | 2013-14             | 11  | 2  | 1  | 0 | -   | - | 12  | 2  |
| Inter de Milán · Italia | Total               | 166 | 14 | 21 | 0 | 46  | 3 | 233 | 17 |
| Total en su carrera | Total en su carrera | 437 | 29 | 34 | 0 | 118 | 6 | 589 | 35 |
| (1) Incluye datos de Copa de Italia, Supercopa de Italia, Copa del Rey y Copa de Suiza. (2) Incluye datos de Copa Libertadores, Copa Mercosur, Liga Europa de la UEFA (o Copa de la UEFA), Liga de Campeones de la UEFA, Supercopa de Europa y Mundial de Clubes. |                     |     |    |    |   |     |   |     |    |

## Palmarés

### Campeonatos nacionales
| Título              | Equipo         | País      | Año    |
| ------------------- | -------------- | --------- | ------ |
| Primera División    | Boca Juniors   | Argentina | A-1998 |
| Primera División    | Boca Juniors   | Argentina | A-1999 |
| Serie A             | AS Roma        | Italia    | 2001   |
| Supercopa de Italia | AS Roma        | Italia    | 2001   |
| Supercopa de Italia | Inter de Milán | Italia    | 2005   |
| Copa Italia         | Inter de Milán | Italia    | 2006   |
| Serie A             | Inter de Milán | Italia    | 2006   |
| Supercopa de Italia | Inter de Milán | Italia    | 2006   |
| Serie A             | Inter de Milán | Italia    | 2007   |
| Serie A             | Inter de Milán | Italia    | 2008   |
| Supercopa de Italia | Inter de Milán | Italia    | 2008   |
| Serie A             | Inter de Milán | Italia    | 2009   |
| Serie A             | Inter de Milán | Italia    | 2010   |
| Copa Italia         | Inter de Milán | Italia    | 2010   |
| Copa Italia         | Inter de Milán | Italia    | 2011   |
| Supercopa de Italia | Inter de Milán | Italia    | 2011   |
| Superliga           | Basilea        | Suiza     | 2015   |
| Superliga           | Basilea        | Suiza     | 2016   |

### Campeonatos internacionales
| Título                         | Equipo                     | Sede      | Año  |
| ------------------------------ | -------------------------- | --------- | ---- |
| Sudamericano Sub-20            | Selección Argentina Sub-20 | Chile     | 1997 |
| Copa Mundial de Fútbol Juvenil | Selección Argentina Sub-20 | Malasia   | 1997 |
| Copa Libertadores              | Boca Juniors               | São Paulo | 2000 |
| Liga de Campeones de la UEFA   | Inter de Milán             | Madrid    | 2010 |
| Copa Mundial de Clubes         | Inter de Milán             | EAU       | 2010 |

### Como asistente técnico

#### Campeonatos internacionales
| Título                          | Equipo                 | Sede           | Año  |
| ------------------------------- | ---------------------- | -------------- | ---- |
| Copa América                    | Selección de Argentina | Brasil         | 2021 |
| Copa de Campeones Conmebol-UEFA | Selección de Argentina | Inglaterra     | 2022 |
| Copa Mundial de la FIFA         | Selección de Argentina | Catar          | 2022 |
| Copa América                    | Selección de Argentina | Estados Unidos | 2024 |

### Distinciones individuales
| Distinción                                          | Año        |
| --------------------------------------------------- | ---------- |
| Equipo ideal del Campeonato Sudamericano Sub-20.    | 1997       |
| Parte del Equipo Ideal de América.                  | 1999       |
| Equipo del Año de la European Sports Media.         | 2002, 2004 |
| Nominado al FIFA/FIFPro World XI.                   | 2010       |
| Oscar del Calcio al Defensor del Año en la Serie A. | 2010       |